# Cobie Smulders
Jacoba Francisca Maria „Cobie” Smulders (ur. 3 kwietnia 1982 w Vancouver) – kanadyjska aktorka i modelka. Wystąpiła m.in. w roli Robin Scherbatsky w serialu Jak poznałem waszą matkę oraz Marii Hill z produkcji Filmowego Uniwersum Marvela.

## Życiorys

### Dzieciństwo
Urodziła się w Vancouver w Kolumbii Brytyjskiej, jest córką Holendra i Brytyjki. Imię „Jacoba” zawdzięcza swojej holenderskiej pra-ciotce.
Jako dziecko chciała być lekarzem lub biologiem morskim, w szkole średniej zaczęła zyskiwać zainteresowanie osób pojawiających się w produkcjach szkolnych. W 2000 ukończyła Lord Byng Liceum z wyróżnieniem.

### Kariera
Po zakończeniu nauki w liceum została odkryta przez agencję nastoletnich modelek i zaczęła zajmować się modelingiem. Pracowała jako modelka w miastach, takich jak m.in. Nowy Jork, Paryż, Mediolan, Berlin, Ateny i Tokio.
Zadebiutowała jako aktorka w 2002 gościnnymi rolami w serialach Łowcy koszmarów i Jeremiah. Występowała również w wielu innych serialach, takich jak np. Słowo na L. Jej pierwszą nieepizodyczną rolą była Juliet Droil w serialu stacji ABC Veritas. Sławę przyniosła Smulders rola Robin Scherbatsky, kanadyjskiej dziennikarki telewizyjnej,  w serialu CBS Jak poznałem waszą matkę.

## Życie prywatne
Związana jest z Taranem Killamem, z którym zaręczyła się 28 stycznia 2009. Mają córkę Shaelyn Cado Killam (ur. 16 maja 2009).
Jest fanką Vancouver Canucks.

## Filmografia

### Film
- 2002: Candy from Strangers jako Martina
- 2004: Ill Fated jako Mary
- 2004: Z podniesionym czołem (Walking Tall)  jako egzotyczna piękność
- 2005: Szalony weekend (The Long Weekend) jako Ellen
- 2006: Dr. Miracles jako pani Peterson
- 2006: Escape jako psychotyczna brunetka
- 2007: The Storm Awaits jako Anabella DeLorenzo
- 2007: 28 tygodni później (28 Weeks Later) jako Martina
- 2009: The Slammin' Salmon jako Tara
- 2012: Avengers (The Avengers) jako agentka Maria Hill
- 2012: Od podstaw (Grassroots) jako Clair
- 2013: Wykapany ojciec (Delivery Man) jako Emma
- 2013: Bezpieczna przystań (Safe Haven) jako Carly Jo Wheatley
- 2014: Kapitan Ameryka: Zimowy żołnierz (Captain America: The Winter Soldier) jako agentka Maria Hill
- 2014: They Came Together jako Tiffany
- 2014: Lego: Przygoda (The Lego Movie) jako Wonder Woman (głos)
- 2015: Niespodzianka (Unexpected) jako Samantha Abbott
- 2015: Efekty (Results) jako Kat
- 2015: Avengers: Czas Ultrona jako agentka Maria Hill
- 2016: Jack Reacher: Nigdy nie wracaj jako major Susan Turner
- 2016: Interwencja jako Ruby
- 2017: Present Laughter jako Joanna Lyppiatt
- 2017: Literally Right Before Aaron jako Allison
- 2017: Dorwać Gunthera (Killing Gunther) jako Lisa McCalla
- 2018: Avengers: Wojna bez granic (Avengers: Infinity War) jako Maria Hill
- 2018: Songbird jako Joanne
- 2019: Avengers: Koniec gry (Avengers: Endgame) jako Maria Hill
- 2019: Spider-Man: Daleko od domu (Spider-Man: Far From Home) jako Maria Hill

### Telewizja
- 2002: Łowcy koszmarów (Special Unit 2) jako Zoe; 1 odcinek: „The Wish”
- 2002: Jeremiah jako Deborah; 1 odcinek: „Thieves' Honor”
- 2003: Prawdziwe powołanie (Tru Calling) jako Sarah Webb; 1 odcinek: „Brother's Keeper”
- 2003–2004: Veritas (Veritas: The Quest) jako Juliet Droil; 13 odcinków
- 2004: Tajemnice Smallville (Smallville) jako Shannon Bell; 1 odcinek: „Bound”
- 2005: Andromeda jako żona Rhada; 2 odcinki
- 2005: Słowo na L (The L Word) jako Leigh Ostin; 4 odcinki
- 2005–2014: Jak poznałem waszą matkę (How I Met Your Mother) jako Robin Scherbatsky; główna rola
- 2010: Jak to się robi w Ameryce (How to Make It in America) jako Hayley; 1 odcinek: „Pilot”
- 2013–2015: Agenci T.A.R.C.Z.Y. (Agents of S.H.I.E.L.D.) jako agentka Maria Hill; 3 odcinki
- 2015-2019: Seria niefortunnych zdarzeń (A Series of Unfortunate Events) jako matka; 8 odcinków
- 2017-2019: Przyjaciele z uniwerku (Friends from College) jako Lisa Turner